# باغبان‌پوره
باغبان‌پوره (به انگلیسی: Baghbanpura) یک منطقهٔ مسکونی در پاکستان است که در پنجاب واقع شده‌است.